# Суконна сотня
Суконна сотня (торгові люди суконної сотні, суконники) - стан Московії.
Суконна сотня з'явилася наприкінці XVI ст. До цього гості, гостинна сотня та суконна сотня складали єдиний стан.
Суконна сотня (як і всі стани Московської держави) поділялася на людей найкращих, середніх та молодших (менших).
На відміну від гостей, члени сукняної сотні не мали права вільного виїзду за кордон та придбання вотчин. Також члени суконної сотні по черзі та на вибір виконували різні обов'язки. Гості були звільнені від виборів, а призначалися на посади за указами царя.
Члени віталень сотень могли безмитно купувати їстівних товарів по 60 рублів на людину, мали право «безвиємно» та «без'явочно» тримати в будинку питво. Інші права членів суконної сотні не зрозумілі. Вони могли збігатися із привілеями вітальні сотні. Наприклад, члени вітальні сотні звільнялися від суду воєвод та дяків. Гості та члени гостинної сотні судилися у певному приказі – за Олексія Михайловича у приказі Великої скарбниці . Звільнялися від тягла, що накладався на посадських людей та чорні сотні.
Гості, і члени гостинних і сукняних сотень відрізнялися «в честі». Гості отримували найвищі посади, а люди вітальні сотні були при них товаришами. Суконники призначалися ще нижчу посаду. Наприклад, гість призначався митним головою, гостинник при ньому старшим, а суконник - цілувальником.
Сотні утворювали самоврядні корпорації. Для управління обиралися голови та старшини.
Під час царювання Федора Івановича в Москві було 250 членів суконної сотні, в 1649 було 116 членів, пізніше їх чисельність зросла до 200 осіб. У цьому враховувалися лише глави сімейств, а привілеї стану поширювалися на членів сімей: братів, племінників і навіть прикажчиків.
Гостинна та суконна сотні поповнювалися з посадських людей та чорних сотень. Перехід у новий стан був можливий за згодою сотень.
У 1720 Петро I заснував Купецький Магістрат, міські жителі були розділені на три гільдії. Гості та суконна сотня були включені до купецького стану.

## Відомі члени суконної сотні
- Рязанцеви